# Bahnstrecke Worms–Bingen Stadt
| Alstom Coradia LINT 54 von Vlexx in Armsheim | |                                        |                                        |
| | |                                        |                                        |
| Streckennummer (DB): | 3560 (Worms Hbf – Gens-Horrw), 3512 (Gens-Horrw – Büdesh-Dromersh), 3569 (Büdesh-Dromersh – Bingen(Rh) Stadt) |                                        |                                        |
| Kursbuchstrecke (DB): | 662 |                                        |                                        |
| Kursbuchstrecke: | 273c (1946) 273a (Armsheim – Alzey 1946) 272c (Monsheim – Worms 1946)                                         |                                        |                                        |
| Streckenlänge: | 62,9 km |                                        |                                        |
| Spurweite: | 1435 mm (Normalspur)                                                                                          |                                        |                                        |
| Streckenklasse: | D4 |                                        |                                        |
| Streckengeschwindigkeit: | 120 km/h |                                        |                                        |
| Zweigleisigkeit: | Worms Hbf–Monsheim, Gens-Horrw–Büdesh-Dromersh (Alzey–Armsheim mit Parallelstrecke 3523)                      |                                        |                                        |
| | |                                        |                                        |
| \| \| \| von Koblenz \| \| \| \| 62,900 \| Bingen (Rhein) Stadt \| Bingen (Rhein) Stadt \| \| \| 60,900 \| Bingen-Kempten \| Bingen-Kempten \| \| \| \| strategische Bahn zur Hindenburgbrücke \| \| \| \| \| nach Mainz \| \| \| \| 60,300 \| Bingen (Rhein) Ost Globus Logistik, \| Bingen (Rhein) Ost Globus Logistik, \| \| \| \| Ausweichanschlussstelle (Awanst) \| \| \| \| 59,1+98,559,0+200 \| \| \| \| \| 59,0+125 \| Bingen (Rhein) Unterwerk (Awanst) \| Bingen (Rhein) Unterwerk (Awanst) \| \| \| \| Bundesautobahn 60 \| \| \| \| \| strategische Bahn nach Ockenheim \| \| \| \| \| von Gau-Algesheim \| \| \| \| 7,701 56,293 \| Büdesheim-Dromersheim \| Büdesheim-Dromersheim \| \| \| … 0 56,600 \| Büdesheim-Dromersheim \| Büdesheim-Dromersheim \| \| \| \| Bundesautobahn 61 \| \| \| \| 10,725 53,167 \| Gensingen-Horrweiler Abzw \| Gensingen-Horrweiler Abzw \| \| \| 52,407 \| Gensingen-Horrweiler \| Gensingen-Horrweiler \| \| \| \| nach Bad Kreuznach \| \| \| \| \| Bundesautobahn 61 \| \| \| \| 49,771 \| Welgesheim-Zotzenheim[Anm. 1] \| Welgesheim-Zotzenheim[Anm. 1] \| \| \| \| Sprendlingen (Rheinhess) \| \| \| \| 47,200 \| Bahnhofsteil Nord \| Bahnhofsteil Nord \| \| \| 46,922 \| Bahnhofsteil Süd \| Bahnhofsteil Süd \| \| \| \| ehem. nach Fürfeld \| \| \| \| 43,346 \| Gau Bickelheim \| Gau Bickelheim \| \| \| 40,974 \| Wallertheim \| Wallertheim \| \| \| \| von Mainz \| \| \| \| 37,700 \| Armsheim \| Armsheim \| \| \| \| nach Wendelsheim \| \| \| \| \| Bundesautobahn 63 \| \| \| \| 32,498 \| Albig \| Albig \| \| \| \| Bundesautobahn 61 \| \| \| \| \| ehem. von Bodenheim \| \| \| \| 30,000 \| Alzey \| Alzey \| \| \| \| nach Kirchheimbolanden \| \| \| \| 28,000 \| Alzey Süd \| Alzey Süd \| \| \| 23,317 \| Regionalbereichsgrenze Mitte/Südwest \| Regionalbereichsgrenze Mitte/Südwest \| \| \| 26,000 \| Kettenheim (aufgelassen) \| Kettenheim (aufgelassen) \| \| \| 22,520 \| Eppelsheim (Rheinhess) \| Eppelsheim (Rheinhess) \| \| \| 19,701 \| Gundersheim (Rheinhess) \| Gundersheim (Rheinhess) \| \| \| 14,888 \| Nieder Flörsheim-Dalsheim \| Nieder Flörsheim-Dalsheim \| \| \| \| von Marnheim \| \| \| \| 11,500 \| Monsheim \| Monsheim \| \| \| \| nach Bad Dürkheim \| \| \| \| 6,113 \| Worms-Pfeddersheim \| Worms-Pfeddersheim \| \| \| \| Anschluss Konservenfabrik Braun \| \| \| \| \| Bundesautobahn 61 \| \| \| \| \| Worms-Pfiffligheim (aufgelassen) \| \| \| \| \| Worms West (geplant) \| \| \| \| \| von Ludwigshafen \| \| \| \| 0,000 \| Worms Hbf \| Worms Hbf \| \| \| \| nach Biblis und nach Bensheim \| \| \| \| \| nach Mainz \| \| \| \| \| \| \| \| Quellen: [1][2] \| \| \| \| | |                                        |                                        |
| Strecke | | von Koblenz                            | von Koblenz                            |
| Bahnhof | 62,900 | Bingen (Rhein) Stadt                   | Bingen (Rhein) Stadt                   |
| ehemaliger Haltepunkt / Haltestelle | 60,900 | Bingen-Kempten                         | Bingen-Kempten                         |
| Strecke von links (außer Betrieb) · Kreuzung geradeaus unten (Querstrecke außer Betrieb) | | strategische Bahn zur Hindenburgbrücke | strategische Bahn zur Hindenburgbrücke |
| Strecke (außer Betrieb) · Abzweig geradeaus und nach links | | nach Mainz                             | nach Mainz                             |
| Strecke (außer Betrieb) · Abzweig geradeaus und nach links | 60,300 | Bingen (Rhein) Ost Globus Logistik,    | Bingen (Rhein) Ost Globus Logistik,    |
| Strecke (außer Betrieb) · Strecke | | Ausweichanschlussstelle (Awanst)       | Ausweichanschlussstelle (Awanst)       |
| Strecke (außer Betrieb) · Kilometer-Wechsel | 59,1+98,559,0+200                                                                                             |                                        |                                        |
| Strecke (außer Betrieb) · Abzweig geradeaus und nach rechts | 59,0+125 | Bingen (Rhein) Unterwerk (Awanst)      | Bingen (Rhein) Unterwerk (Awanst)      |
| Strecke (außer Betrieb) · Strecke mit Straßenbrücke | | Bundesautobahn 60                      | Bundesautobahn 60                      |
| Strecke nach links (außer Betrieb) · Kreuzung geradeaus oben (Querstrecke außer Betrieb) | | strategische Bahn nach Ockenheim       | strategische Bahn nach Ockenheim       |
| Strecke von links · Kreuzung geradeaus unten | | von Gau-Algesheim                      | von Gau-Algesheim                      |
| Verschwenkung nach links · Verschwenkung nach rechts | 7,701 56,293                                                                                                  | Büdesheim-Dromersheim                  | Büdesheim-Dromersheim                  |
| ehemaliger Bahnhof | … 0 56,600 | Büdesheim-Dromersheim                  | Büdesheim-Dromersheim                  |
| Strecke mit Straßenbrücke | | Bundesautobahn 61                      | Bundesautobahn 61                      |
| Verschwenkung von links · Verschwenkung von rechts | 10,725 53,167                                                                                                 | Gensingen-Horrweiler Abzw              | Gensingen-Horrweiler Abzw              |
| Haltepunkt / Haltestelle · Haltepunkt / Haltestelle | 52,407 | Gensingen-Horrweiler                   | Gensingen-Horrweiler                   |
| Strecke nach rechts und von halblinks · Verschwenkung von links | | nach Bad Kreuznach                     | nach Bad Kreuznach                     |
| Strecke mit Straßenbrücke | | Bundesautobahn 61                      | Bundesautobahn 61                      |
| Haltepunkt / Haltestelle | 49,771 | Welgesheim-Zotzenheim                  | Welgesheim-Zotzenheim                  |
| Bahnhof | | Sprendlingen (Rheinhess)               | Sprendlingen (Rheinhess)               |
| Strecke | 47,200 | Bahnhofsteil Nord                      | Bahnhofsteil Nord                      |
| Strecke | 46,922 | Bahnhofsteil Süd                       | Bahnhofsteil Süd                       |
| Abzweig geradeaus und ehemals nach rechts | | ehem. nach Fürfeld                     | ehem. nach Fürfeld                     |
| Haltepunkt / Haltestelle | 43,346 | Gau Bickelheim                         | Gau Bickelheim                         |
| Haltepunkt / Haltestelle | 40,974 | Wallertheim                            | Wallertheim                            |
| Abzweig geradeaus und von links | | von Mainz                              | von Mainz                              |
| Bahnhof | 37,700 | Armsheim                               | Armsheim                               |
| Abzweig geradeaus und ehemals nach rechts | | nach Wendelsheim                       | nach Wendelsheim                       |
| Strecke mit Straßenbrücke | | Bundesautobahn 63                      | Bundesautobahn 63                      |
| Haltepunkt / Haltestelle | 32,498 | Albig                                  | Albig                                  |
| Strecke mit Straßenbrücke | | Bundesautobahn 61                      | Bundesautobahn 61                      |
| Abzweig geradeaus und ehemals von links | | ehem. von Bodenheim                    | ehem. von Bodenheim                    |
| Bahnhof | 30,000 | Alzey                                  | Alzey                                  |
| Abzweig geradeaus und nach rechts | | nach Kirchheimbolanden                 | nach Kirchheimbolanden                 |
| Haltepunkt / Haltestelle | 28,000 | Alzey Süd                              | Alzey Süd                              |
| Wechsel des Eisenbahninfrastrukturunternehmens | 23,317 | Regionalbereichsgrenze Mitte/Südwest   | Regionalbereichsgrenze Mitte/Südwest   |
| ehemaliger Bahnhof | 26,000 | Kettenheim (aufgelassen)               | Kettenheim (aufgelassen)               |
| Bahnhof | 22,520 | Eppelsheim (Rheinhess)                 | Eppelsheim (Rheinhess)                 |
| Haltepunkt / Haltestelle | 19,701 | Gundersheim (Rheinhess)                | Gundersheim (Rheinhess)                |
| Haltepunkt / Haltestelle | 14,888 | Nieder Flörsheim-Dalsheim              | Nieder Flörsheim-Dalsheim              |
| Abzweig geradeaus und von rechts | | von Marnheim                           | von Marnheim                           |
| Bahnhof | 11,500 | Monsheim                               | Monsheim                               |
| Abzweig geradeaus und nach rechts | | nach Bad Dürkheim                      | nach Bad Dürkheim                      |
| Haltepunkt / Haltestelle | 6,113 | Worms-Pfeddersheim                     | Worms-Pfeddersheim                     |
| Abzweig geradeaus und ehemals von links | | Anschluss Konservenfabrik Braun        | Anschluss Konservenfabrik Braun        |
| Strecke mit Straßenbrücke | | Bundesautobahn 61                      | Bundesautobahn 61                      |
| ehemaliger Haltepunkt / Haltestelle | | Worms-Pfiffligheim (aufgelassen)       | Worms-Pfiffligheim (aufgelassen)       |
| ehemaliger Haltepunkt / Haltestelle | | Worms West (geplant)                   | Worms West (geplant)                   |
| Abzweig geradeaus und von rechts | | von Ludwigshafen                       | von Ludwigshafen                       |
| Bahnhof | 0,000 | Worms Hbf                              | Worms Hbf                              |
| Abzweig geradeaus und nach rechts | | nach Biblis und nach Bensheim          | nach Biblis und nach Bensheim          |
| Strecke | | nach Mainz                             | nach Mainz                             |
| | |                                        |                                        |
| Quellen: | |                                        |                                        |

Die Bahnstrecke Worms–Bingen Stadt ist eine teils zweigleisige, teils eingleisige, nicht elektrifizierte Hauptbahn in Rheinland-Pfalz. Sie wird auch als Rheinhessenbahn bezeichnet.

## Geografische Lage
Die Bahnstrecke verläuft von Worms, wo auch die Streckenkilometrierung beginnt, über Bahnhof Alzey nach Bingen und damit diagonal von Südosten nach Nordwesten durch Rheinhessen.

## Geschichte

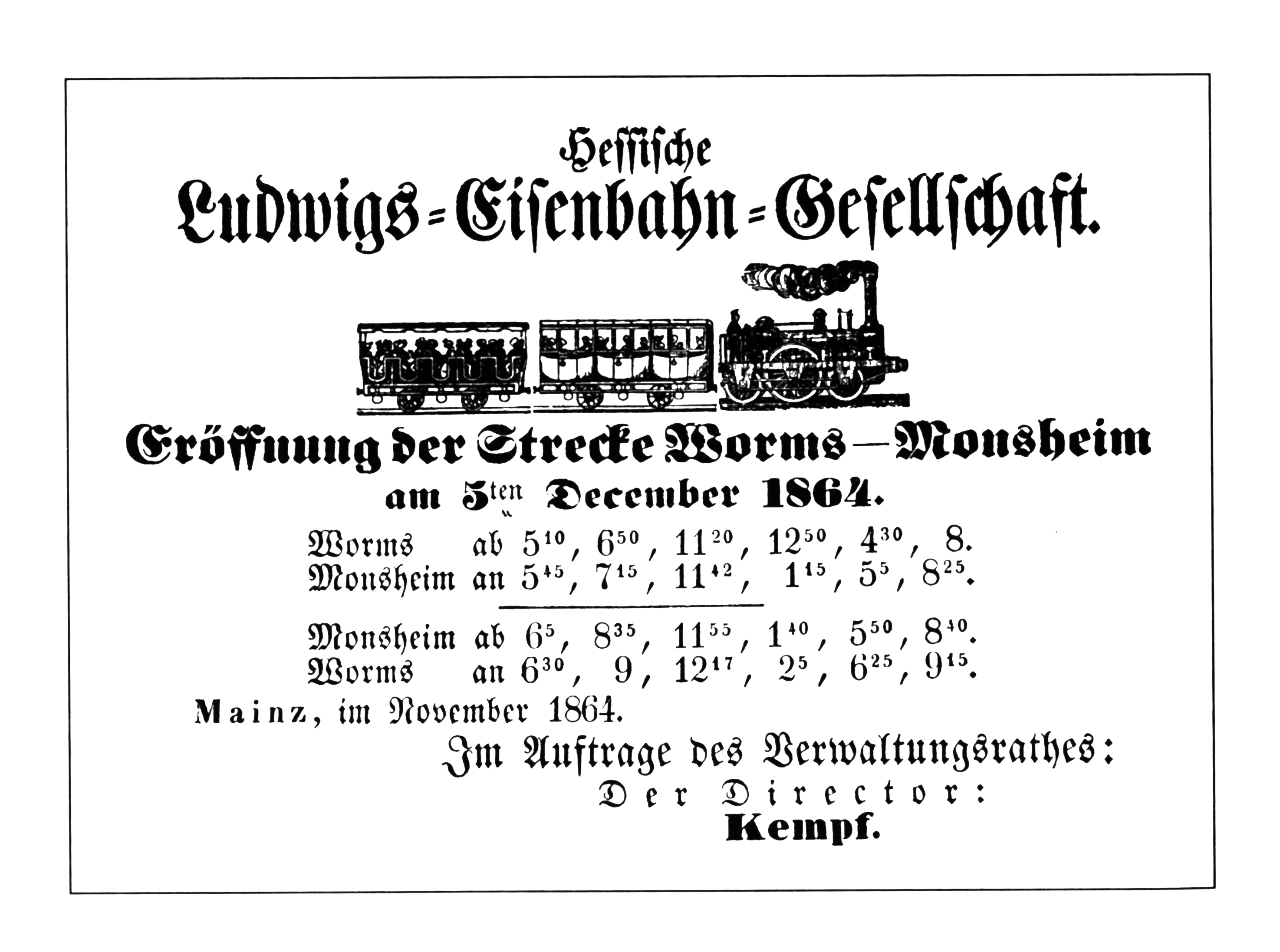
Erster Fahrplan von 1864

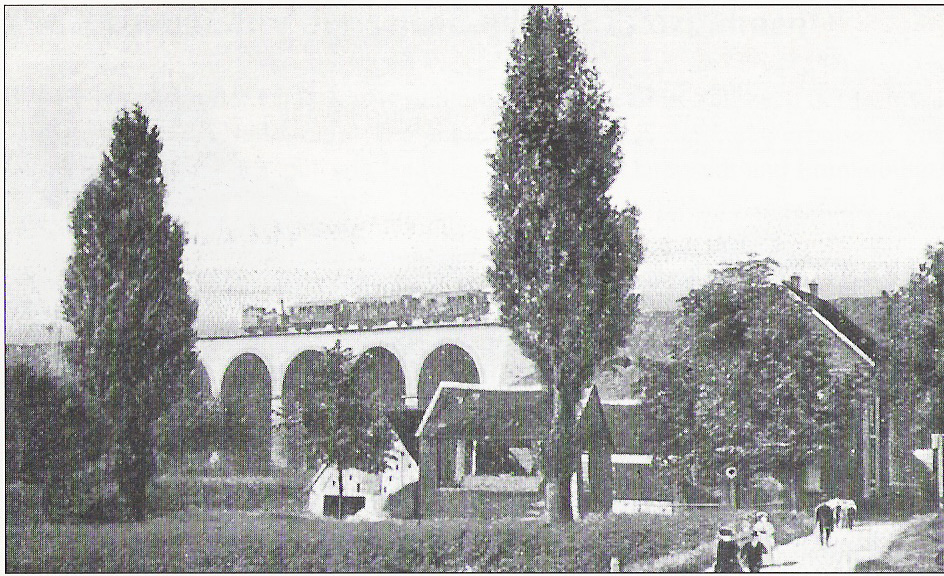
Eisenbahnbrücke in Alzey um 1900

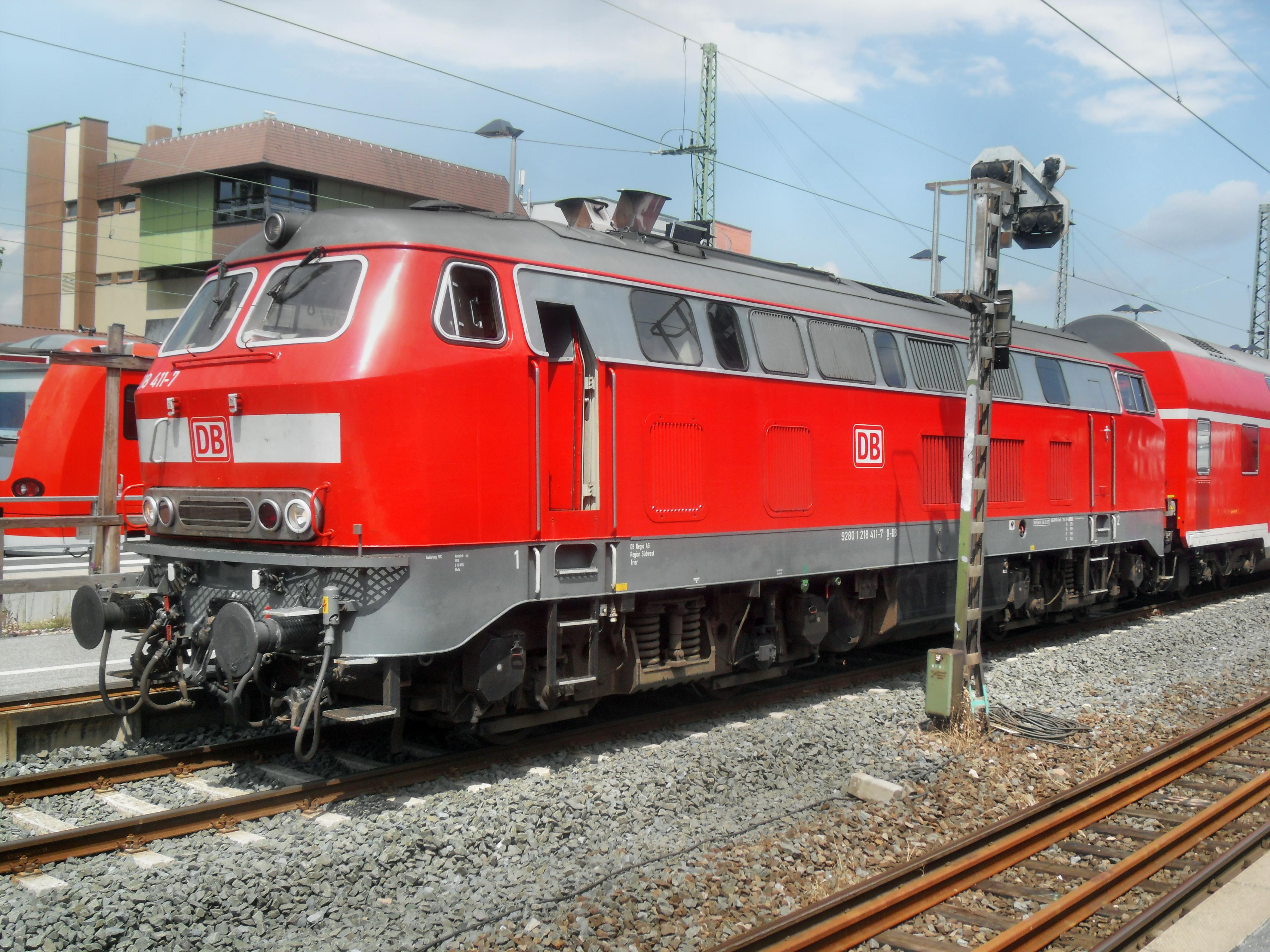
Zug nach Mainz über die Rheinhessenbahn in Worms Hauptbahnhof, 2009

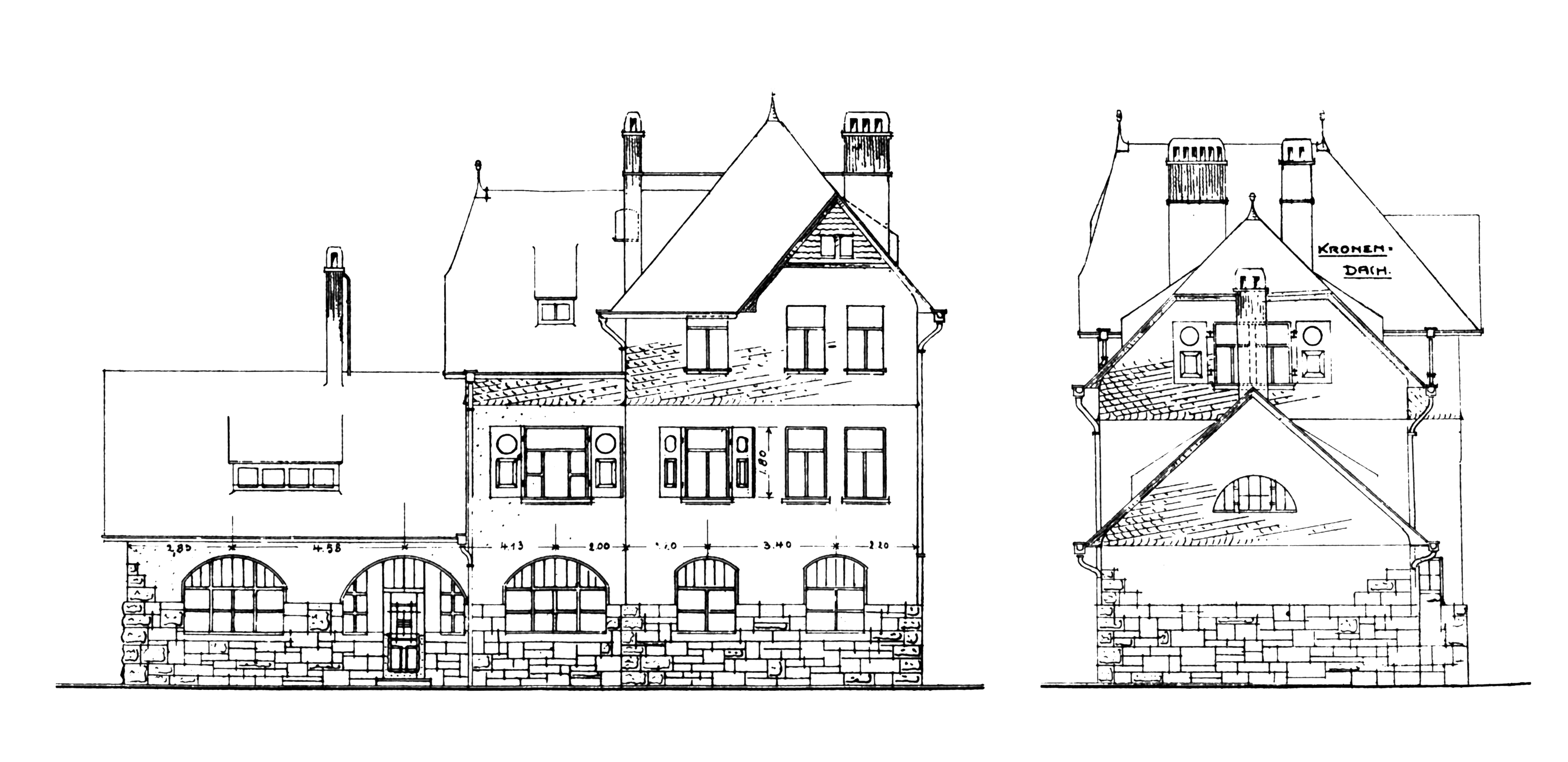
Empfangsgebäude Pfiffligheim

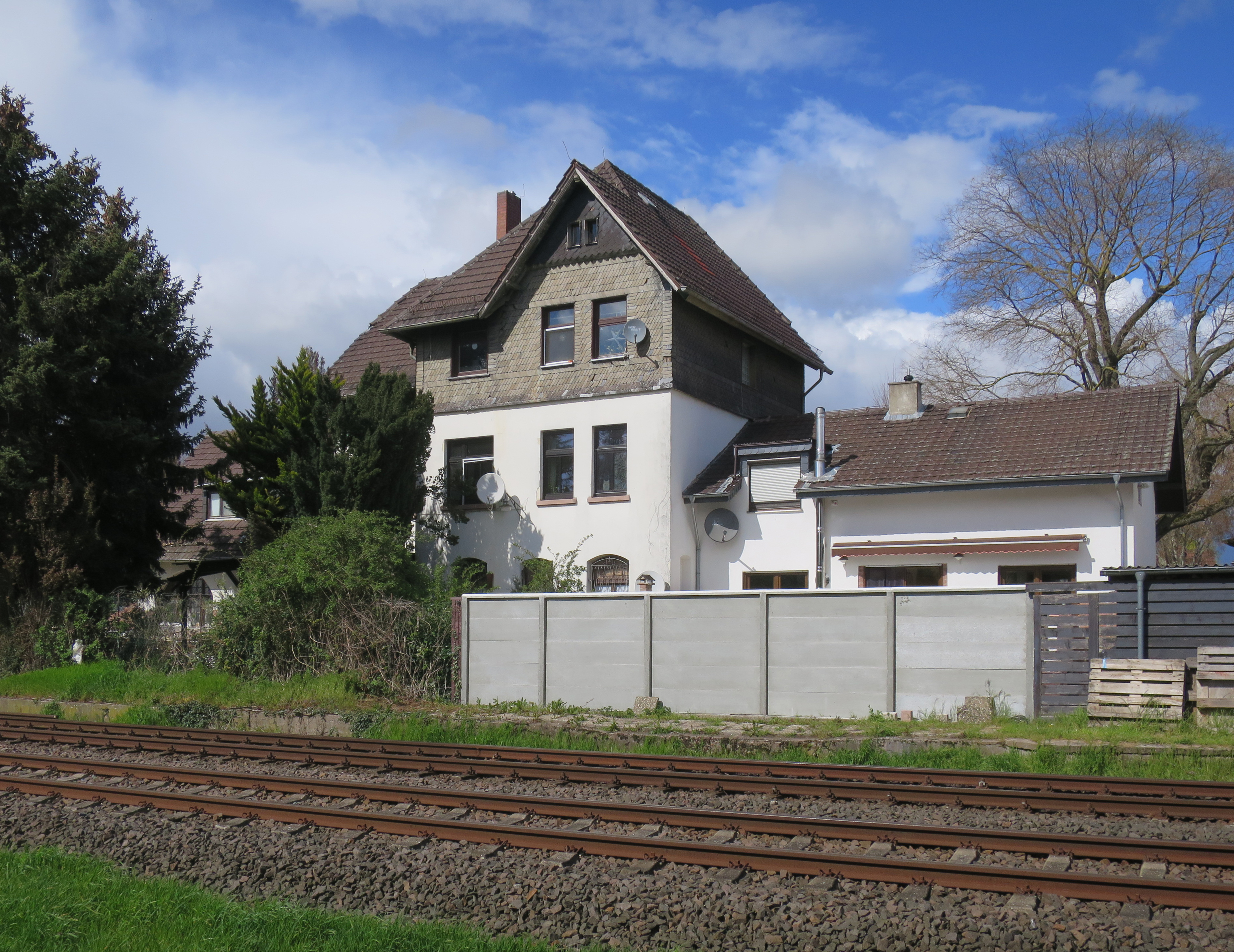
Privatisiertes Empfangsgebäude Pfiffligheim, 2023

Die Bahnstrecke wurde in der zweiten Hälfte der 1860er Jahre von der privaten Hessischen Ludwigsbahn (HLB) errichtet. Ihr Bau wurde vom preußischen Militär sehr befürwortet, weil sie im überregionalen Verkehr die Verbindung Bingen–Mainz–Worms doppelte. Sie wurde in drei Abschnitten eröffnet:
- 5. Dezember 1864: Worms–Monsheim.[5] Dieser Abschnitt verläuft flach und war deshalb unkompliziert zu bauen.
- 18. April 1867: Monsheim–Alzey.[6] In diesem Abschnitt sind eine Reihe von Steigungen und Gefällen zu bewältigen. Der Höhenunterschied zwischen den Bahnhöfen Monsheim und Eppelsheim beträgt fast 50 m. Am Ende dieses Abschnitts wurde in Alzey zunächst ein provisorischer Kopfbahnhof eingerichtet, bis dreieinhalb Jahre später der Abschnitt nach Bingen in Betrieb ging.
- Ende 1870: Alzey–Bahnhof Bingen (Rhein) Stadt.[7]

Zusammen mit der HLB wurde die Strecke zum 1. April 1897 verstaatlicht und Teil der Preußisch-Hessischen Eisenbahngemeinschaft und deren Eisenbahndirektion Mainz. Mit dieser teilte sie dann das weitere Schicksal der Preußischen Staatsbahn.
1908 wurde zwischen Worms und Monsheim (sowie weiter nach Wachenheim-Mölsheim an der Zellertalbahn) der elektrische Streckenblock in Betrieb genommen, die telegrafischen Zugmeldungen entfielen. In den folgenden Jahren wurde der elektrische Streckenblock weiter ausgebaut und z. B. 1913 zwischen Alzey und Armsheim in Betrieb gesetzt. Am 10. Februar 1914 wurden auf der Strecke „mit Eintritt der Dunkelheit“ neue „Doppellichtvorsignale“ in Betrieb genommen, die dem heute noch gebräuchlichen Modell des Formsignals entsprachen.
Samstags und sonntags fuhren die Züge bis Dezember 2014 von Worms weiter nach Mannheim, um hier die RB 44 zwischen Worms und Mannheim auf einen Halbstundentakt zu verdichten.

## Infrastruktur

### Strecke
Die zweigleisigen Abschnitte der insgesamt 62,9 km langen Strecke verlaufen zwischen den Bahnhöfen
- Worms und Monsheim (13,4 km),
- Alzey und Armsheim (6,8 km) sowie
- Gensingen-Horrweiler und der Abzweigstelle Büdesheim-Dromersheim (3,8 km).

### Betriebsstellen

#### Worms Hauptbahnhof
Die Strecke beginnt in Worms Hbf (km 0,0).

#### Worms-Pfiffligheim
Worms-Pfiffligheim war ein Bahnhof für den heutigen Wormser Stadtteil Pfiffligheim. 1907 wurde er von Pfiffligheim in Worms-Pfiffligheim umbenannt. Zum 17. April 1970 wurde der Bahnhof aufgegeben und zum 23. Mai 1971 in eine Blockstelle umgewandelt. Bereits wenige Tage später, zum 3. Juni 1971, wurde Pfiffligheim auch als Zugfolgestelle aufgegeben, der Streckenblock durchgeschaltet, die Signale zeigten also immer „Fahrt frei“ (Hp1).
Das Empfangsgebäude von 1916 befindet sich heute in privater Hand und wird als Wohnhaus genutzt. Es wird erwogen, in Worms-Pfiffligheim wieder einen Haltepunkt einzurichten.
Bereits in den 2010er Jahren wurde der Bau eines neuen Haltepunkts Worms West angestrebt, der von Seiten der Stadt Worms allerdings aus Kostengründen nicht unterstützt wurde. 2020 wurde der Halt in das landesweite Programm „Stationsoffensive“ aufgenommen. Die Lokalpolitik sprach sich gegen einen Standort nahe des Pfiffligheimer Ortskerns aus und favorisiert stattdessen einen Standort östlich der EWR-Arena am Bahnübergang „Carl-Villinger-Straße“.

#### Pfeddersheim

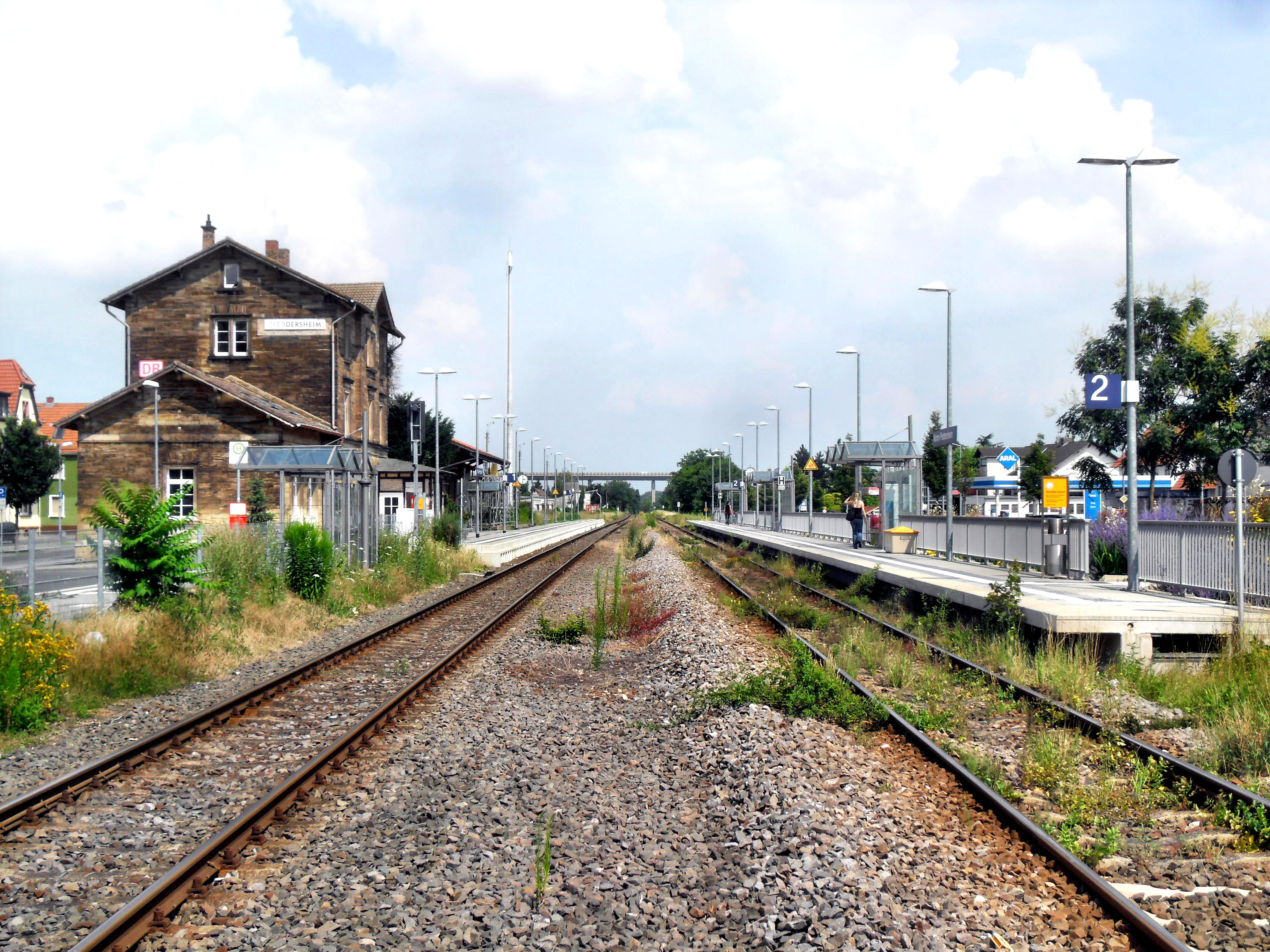
Bahnhof Pfeddersheim

Pfeddersheim (km 6,1) ist der Haltepunkt für den Wormser Stadtteil Pfeddersheim. Zum 1. Januar 1971 wurde er – bis dahin selbständig – verwaltungsmäßig Worms Hbf angegliedert. Der Haltepunkt liegt in einem der zweigleisigen Abschnitte der Strecke und hat daher Außenbahnsteige, für jede Fahrtrichtung einen. Das historische Empfangsgebäude ist erhalten.

#### Monsheim
Monsheim (km 13,4) ist der Bahnhof für die gleichnamige Gemeinde. Er ist Abzweigbahnhof für die Zellertalbahn und die Bahnstrecke Neustadt–Monsheim, die „Pfälzische Nordbahn“. Das mächtige 10-achsige, zweieinhalbgeschossige, historische Empfangsgebäude ist erhalten und Kulturdenkmal.

#### Nieder Flörsheim-Dalsheim

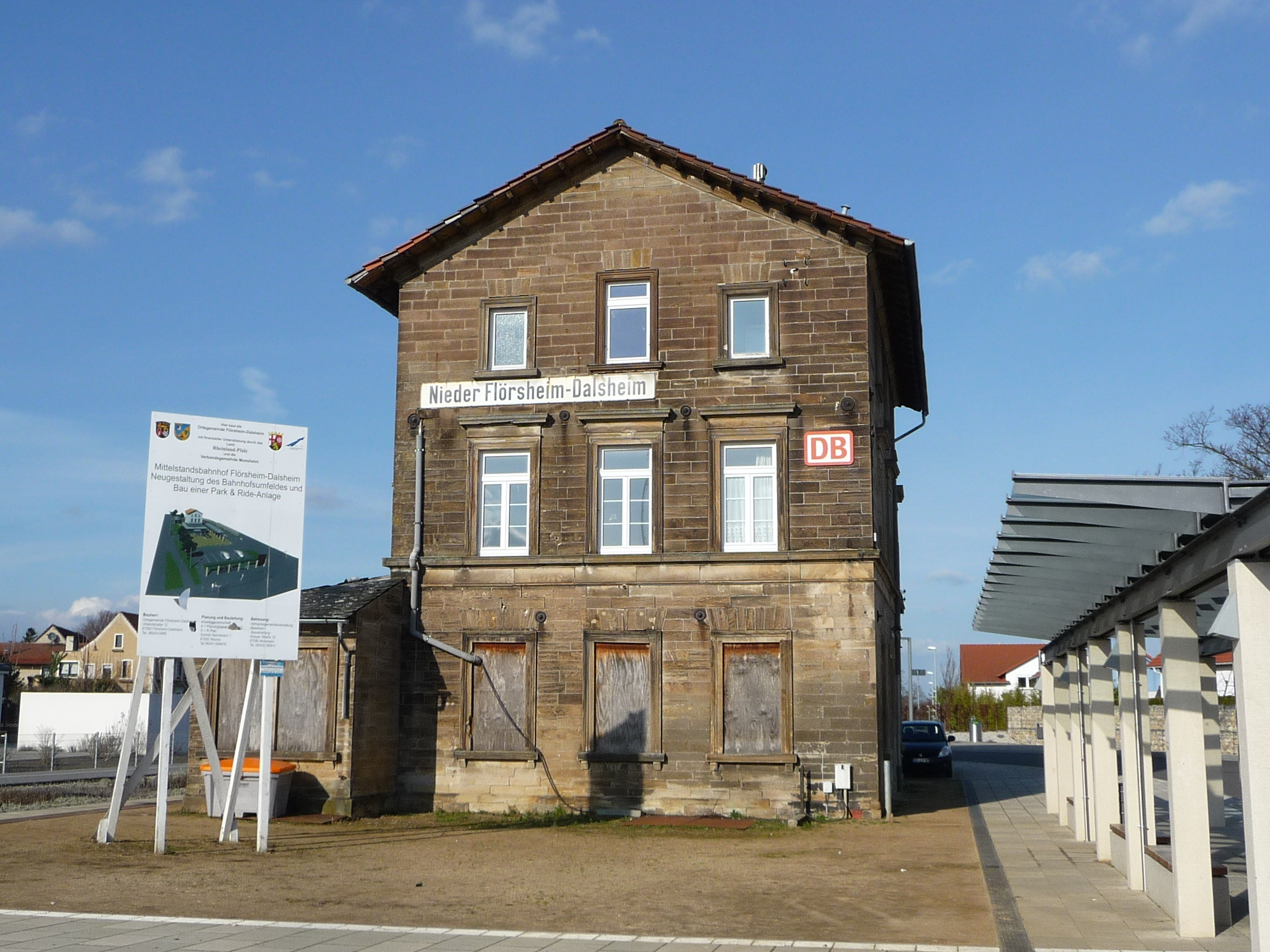
Empfangsgebäude Nieder Flörsheim-Dalsheim, 2014

Nieder Flörsheim-Dalsheim (km 14.9) ist der Haltepunkt für Nieder-Flörsheim und Dalsheim, heute beides Teile der Ortsgemeinde Flörsheim-Dalsheim. Der einzige Bahnsteig (die Strecke ist hier eingleisig) liegt an der Ostseite des Gleises, hat eine Mindesthöhe von 55 cm und ist barrierefrei zugänglich.
Zum 1. März 1933 wurde der bis dahin als Nieder Flörsheim bezeichnete Bahnhof in Nieder Flörsheim-Dalsheim umbenannt.
2011/2012 wurde der Bahnhofsvorplatz komplett umgestaltet, Geschäfte, Bankfiliale und kleine Dienstleister angesiedelt. Das Projekt hatte die Bezeichnung „Mittelstandsbahnhof“ und hatte das Ziel, einen neuen Ortsmittelpunkt zu gestalten. Das historische Empfangsgebäude des ehemaligen Bahnhofs ist erhalten, dient aber nicht mehr der Bahn. Seit längerem besteht die Absicht, es in ein Hotel umzubauen, was aber bis 2022 nicht umgesetzt wurde.

#### Gundersheim (Rheinhess)
Gundersheim (Rheinhess) (km 19,7) war ein Bahnhof und ist seit 1968 ein Haltepunkt für die Gemeinde Gundersheim. Zum 1. Oktober 1938 wurde der Bahnhof Gundersheim in Gundersheim (Rheinhess) umbezeichnet, um ihn nach dem Anschluss Österreichs von dem in Kärnten gelegenen Gundersheim zu unterscheiden.
Der einzige Bahnsteig (die Strecke ist auch hier eingleisig) hat eine Höhe von 55 cm und ist barrierefrei zugänglich.

#### Eppelsheim (Rheinhess)

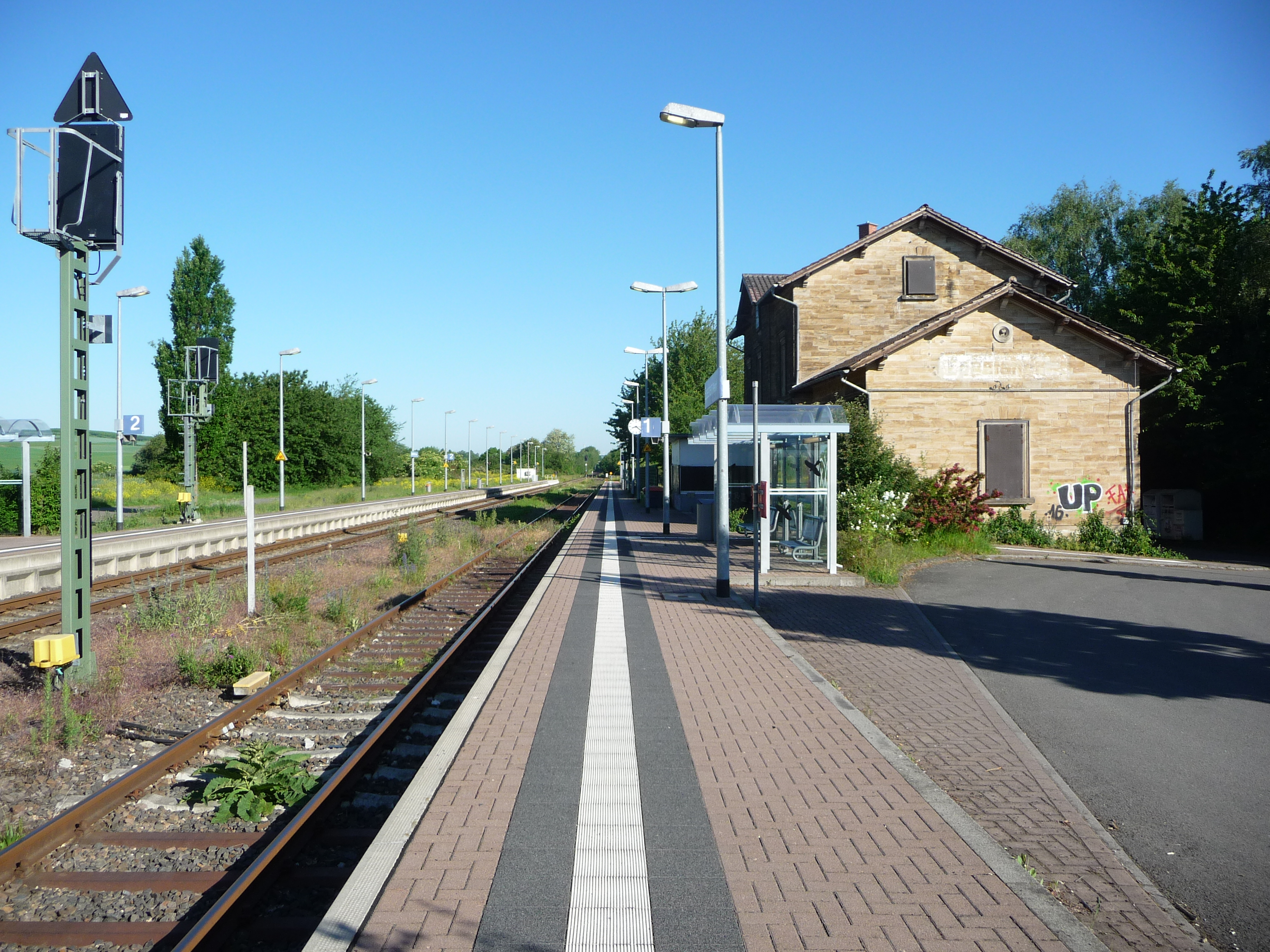
Bahnhof Eppelsheim

Eppelsheim (Rheinhess) (km 22,5) ist der Bahnhof für die Gemeinde Eppelsheim. Er wurde weit südlich der Bebauung angelegt. Heute hat er zwei Gleise, deren mindestens 55 cm hohe Bahnstreige barrierefrei zugänglich sind.
In Eppelsheim, damals größter Verladebahnhof für Zuckerrüben in Rheinhessen, wurde 1954 erstmals eine Hochrampe zum Entladen der landwirtschaftlichen Anhänger gebaut. Sie diente als Vorbild für weitere derartige Anlagen.
Das Empfangsgebäude gehört noch zur ursprünglichen Ausstattung der Strecke und stammt von 1867. Es ist ein spätklassizistischer zweigeschossiger Sandsteinquaderbau mit eingeschossigen Anbauten. Teile der originalen Ausstattung sind erhalten. Es steht unter Denkmalschutz, steht aber leer. Am 6. März 2023 wurde der Dachstuhl des Gebäudes durch einen Brand beschädigt. Ursprünglich hatte der Bahnhof an jedem Ende ein Stellwerk. Ein Fahrdienstleiterstellwerk im Empfangsgebäude ersetzte diese ersten Anlagen. Dafür erhielt es bahnsteigseitig einen modernen Anbau.
Unmittelbar nördlich des Bahnhofs Eppelsheim liegt die Grenze zwischen den DB-Regionalbereichen Mitte und Südwest.

#### Kettenheim

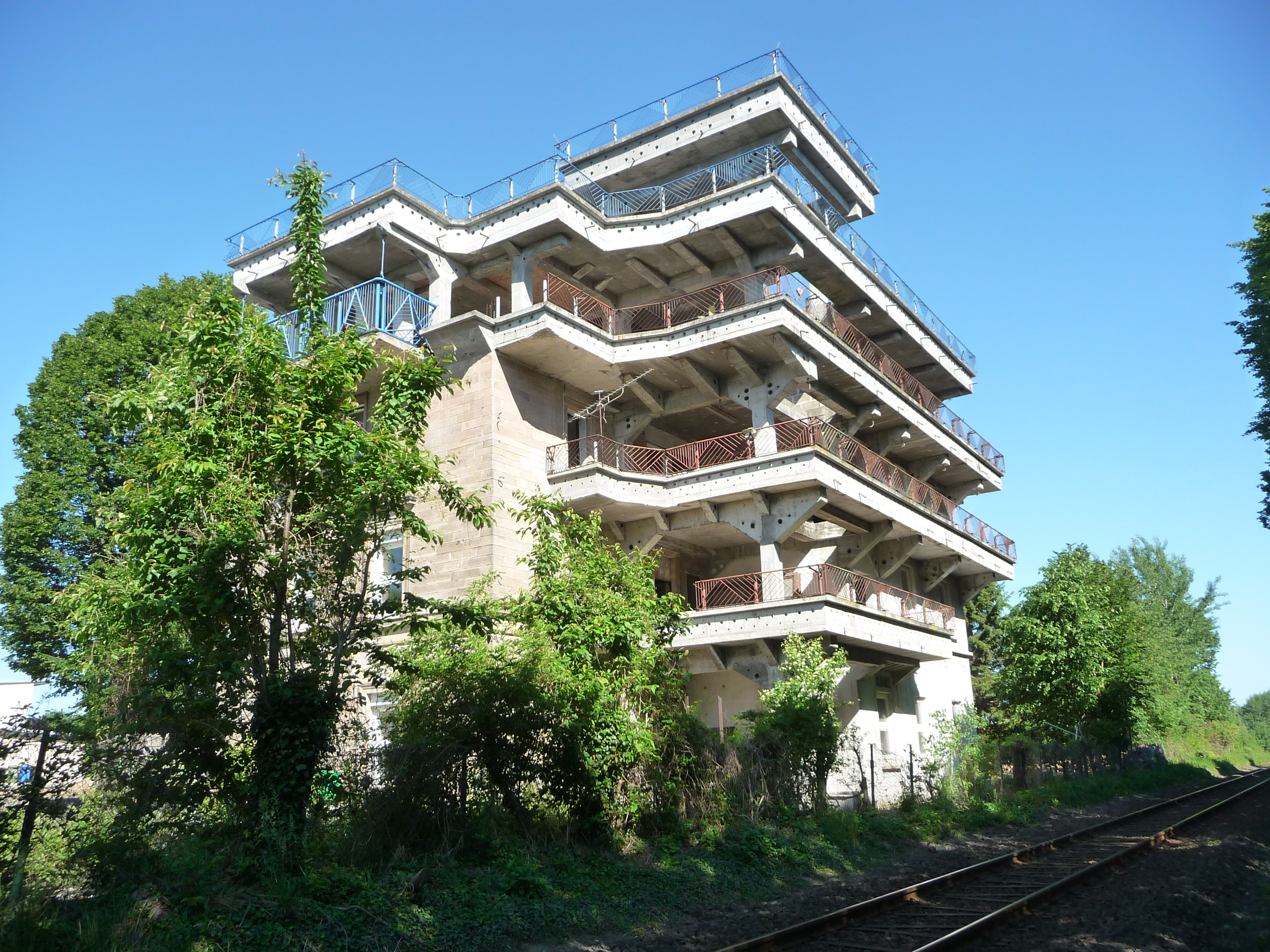
Empfangsgebäude Kettenheim

Kettenheim (km 26) war der Bahnhof für die Gemeinde Kettenheim und ist heute aufgelassen. Das historische Empfangsgebäude ist erhalten, wurde aber modern umgestaltet.
Der Bahnhof Kettenheim wurde zum 23. Mai 1953 in einen Haltepunkt umgewandelt, was im Oktober 1957 rückgängig gemacht wurde. 1968 wurde er erneut in einen Haltepunkt umgewandelt, doch blieb auch der Haltepunkt zunächst mit Personal besetzt, weil ein beschrankter Bahnübergang zu bedienen war. 1969 wurde er endgültig zur Haltestelle.

#### Alzey Süd
Alzey Süd (km 27,9) ist ein Haltepunkt in der Stadt Alzey. Der Haltepunkt liegt unmittelbar neben dem Haltepunkt Alzey West der Donnersbergbahn. Beide Strecken münden im Bahnhof Alzey ineinander, verlaufen aber im Bereich von Alzey Süd / Alzey West auf unterschiedlichen Höhen-Niveaus. Der Haltepunkt hat einen 170 m langen, mindestens 55 cm hohen Bahnsteig, der behindertengerecht zugänglich ist.

#### Alzey
Der Bahnhof Alzey (km 30,0) ist der „Hauptbahnhof“ von Alzey und Trennungsbahnhof zur Donnersbergbahn.

#### Albig
Der Haltepunkt Albig (32,5 km) bedient die Gemeinde Albig. Hier halten auch die Züge der Strecke Alzey–Mainz. Der Haltepunkt liegt in einem der zweigleisigen Abschnitte der Strecke und hat daher Außenbahnsteige, für jede Fahrtrichtung einen. Die Bahnsteige haben eine Mindesthöhe von 55 cm und sind barrierefrei zugänglich. Das historische Empfangsgebäude ist erhalten.

#### Armsheim

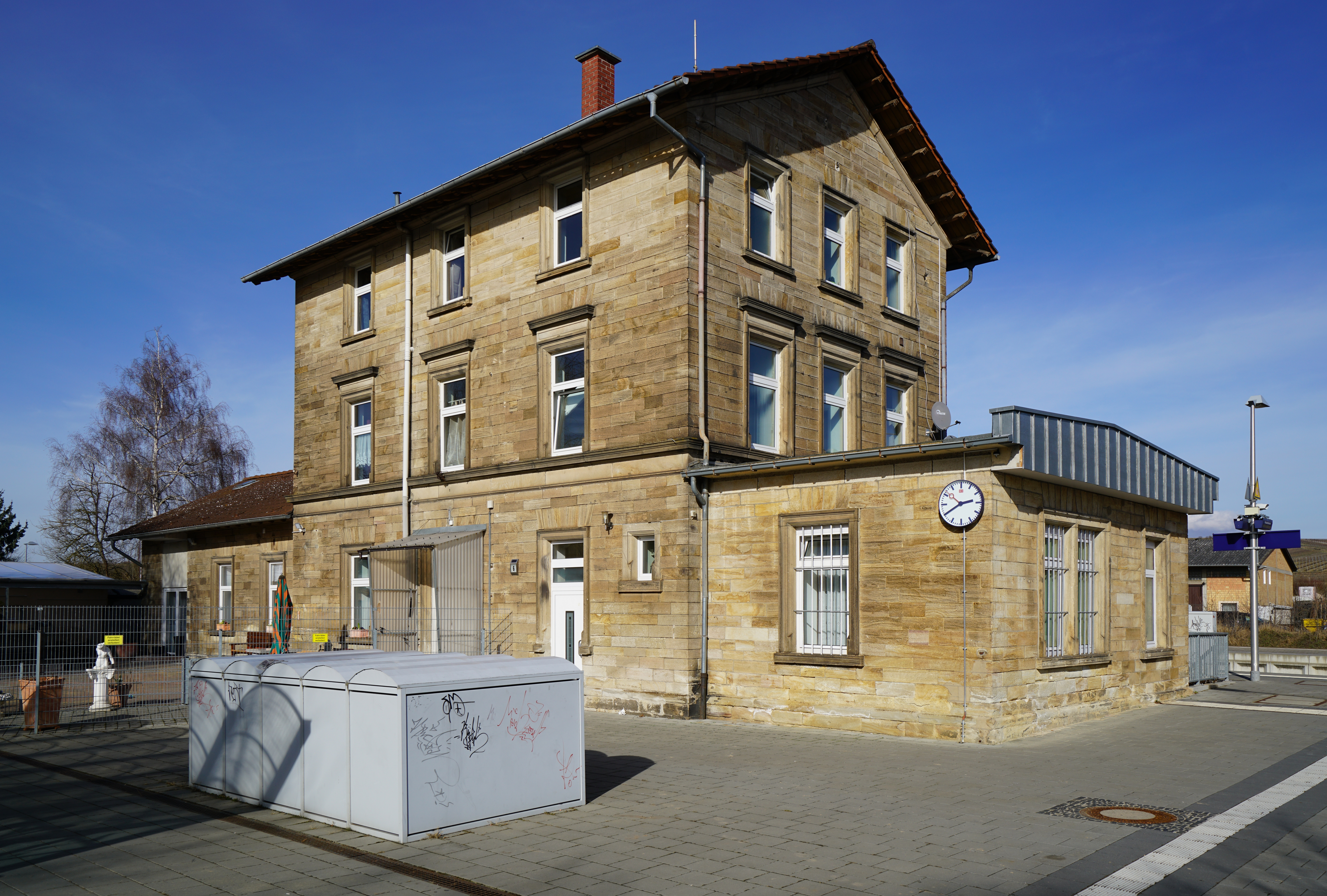
Empfangsgebäude Armsheim

Der Bahnhof Armsheim (km 37,7) liegt in der gleichnamigen Gemeinde und ist ein Trennungsbahnhof zur Bahnstrecke Alzey–Mainz.
Empfangsgebäude und das ebenfalls erhaltene Stellwerk sind Kulturdenkmäler. Das Stellwerk wurde ehrenamtlich aufgearbeitet, wird als Museum betrieben und kann besichtigt werden.

#### Wallertheim
Der Haltepunkt Wallertheim (km 41,0) dient der gleichnamigen Gemeinde. Der Bahnsteig hat eine Mindesthöhe von 55 cm und ist barrierefrei zugänglich.

#### Gau Bickelheim
Der Haltepunkt Gau Bickelheim (43,3) war früher ein Bahnhof, der zum 1. August 1954 zum Haltepunkt umgewandelt wurde. Er liegt in Gau-Bickelheim. Die Bahnsteighöhe ist geringer als 55 cm.

#### Sprendlingen (Rheinhess)
Der heutige Durchgangsbahnhof Sprendlingen (Rheinhess) (km 46,9) war früher Trennungsbahnhof für die stillgelegte Bahnstrecke Sprendlingen–Fürfeld. Er liegt in Sprendlingen und hat heute noch ein Kreuzungsgleis, einen Bahnsteig aber nur am durchgehenden Hauptgleis. Das historische Bahnhofsgebäude ist erhalten.

#### Welgesheim-Zotzenheim
Der Haltepunkt Welgesheim-Zotzenheim (km 49,8) war früher ein Bahnhof. Zum 30. September 1962 wurde er in einen Haltepunkt umgewandelt. Der Haltepunkt liegt in der freien Feldgemarkung, etwa 250 m westlich des Ortsrandes von Welgesheim. Zotzenheim liegt noch viel weiter weg, südlich, zwischen Welgesheim und Sprendlingen. Der Bahnsteig hat eine Mindesthöhe von 55 cm und ist barrierefrei zugänglich. Das historische Bahnhofsgebäude ist erhalten.

#### Gensingen-Horrweiler

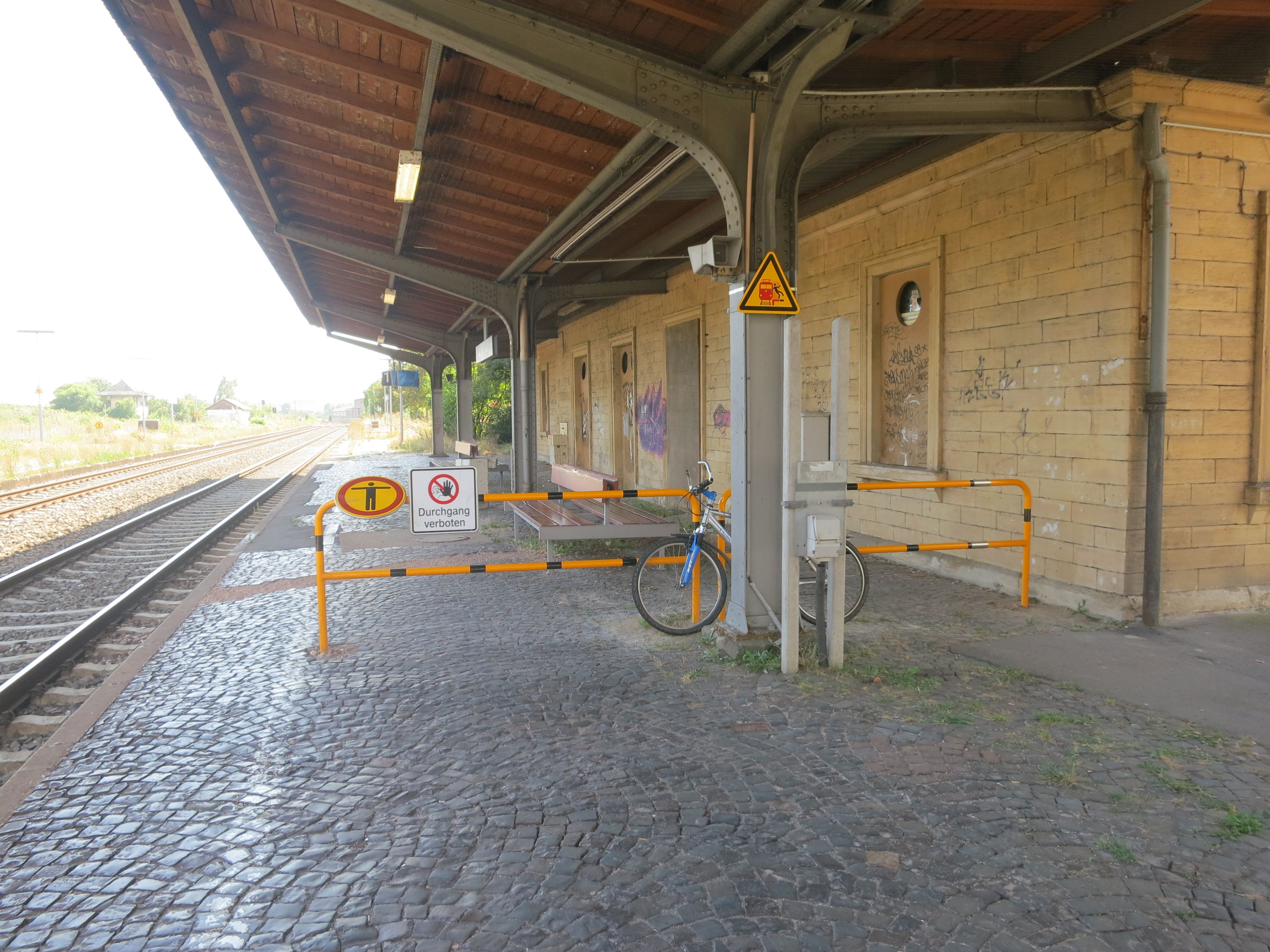
Gensingen-Horrweiler, Hausbahnsteig

Der ehemalige Bahnhof und heutige Haltepunkt Gensingen-Horrweiler (km 52,4) ist ein Haltepunkt mit drei [!] Bahnsteiggleisen. Die östliche Bahnsteigkante des Inselbahnsteigs nutzt die Bahnstrecke Worms–Bingen Stadt, die westliche und den Hausbahnsteig die zweigleisige Bahnstrecke Gau Algesheim–Bad Kreuznach. Die Abzweigstelle Gensingen-Horrweiler zwischen beiden Strecken gilt als eigene Betriebsstelle und liegt 800 m nördlich des Haltepunkts. Das historische Bahnhofsgebäude ist erhalten und genießt Denkmalschutz.

#### Abzweigstelle Büdesheim-Dromersheim
In der Abzweigstelle Büdesheim-Dromersheim (km 56,2) trennen sich die Strecke Worms–Bingen Stadt (nach Bingen) und die Strecke Gau Algesheim–Bad Kreuznach (nach Mainz).

#### Bingen-Kempten
Der Haltepunkt Bingen-Kempten km 61,0) lag in der Gemarkung von Kempten am Rhein und ist heute aufgegeben. Nachdem die Gemeinde 1939 in die Stadt Bingen am Rhein eingemeindet worden war, ist sie nun ein Stadtteil. Erst 1949 wurde der Haltepunkt „Kempten“ in „Bingen-Kempten“ umbenannt.

#### Bingen Stadt
Die Strecke endet im Bahnhof Bingen (Rhein) Stadt (km 62,9).

## Betrieb

### Angebot
Die Strecke wird heute von der Deutschen Bahn betrieben.
Im Zuge der Ausschreibung des Dieselnetzes Südwest (Los 1) kommen seit Dezember 2015 neue Fahrzeuge vom Typ Alstom Coradia LINT 41/54 von DB Regio zum Einsatz. Bis dahin verkehrten Triebwagen der Baureihe 628/629 sowie bis Dezember 2014 vereinzelt Züge mit Lokomotiven der Baureihe 218.
Zwischen Monsheim und Worms wird ab 14 Uhr ein angenäherter Halbstundentakt, vor 14 Uhr und ganztägig auf dem Rest der Strecke ein Stundentakt angeboten. Stündlich enden die Züge in Bingen (Rhein) Stadt, die Verdichterzüge in Monsheim. Die Züge, die mit der Baureihe 218 gefahren wurden, verkehrten ab Armsheim weiter nach Mainz.
Zwischen Worms und Alzey gelten die Tarife des Verkehrsverbundes Rhein-Neckar (VRN). Darüber hinaus gelten auf der gesamten Strecke von Worms nach Bingen seit 1. Januar 2008 die Tarife des Rhein-Nahe-Nahverkehrsverbundes (RNN).
Der Güterverkehr beschränkt sich auf sporadische Sonderleistungen, meist zur Zuckerfabrik in Neuoffstein.

### Zwischenfälle
Im Frühjahr 1941 ereignete sich zwischen Monsheim und Niederflörsheim ein umfangreicher Dammrutsch, der so schwerwiegend war, dass der am 5. Mai 1941 in Kraft getretene Sommerfahrplan für die Strecke aufgehoben werden musste. Stattdessen wurden die durchgehenden Züge über die Donnersbergbahn, Marnheim und die Zellertalbahn umgeleitet, zwischen Alzey und Niederflörsheim-Dalsheim ein Pendelverkehr eingerichtet und der anschließende, nicht befahrbare Teil der Strecke mit Schienenersatzverkehr überbrückt. Erst am 28. August 1941 konnte der durchgehende Zugverkehr wieder aufgenommen werden.